# Kodambakkam

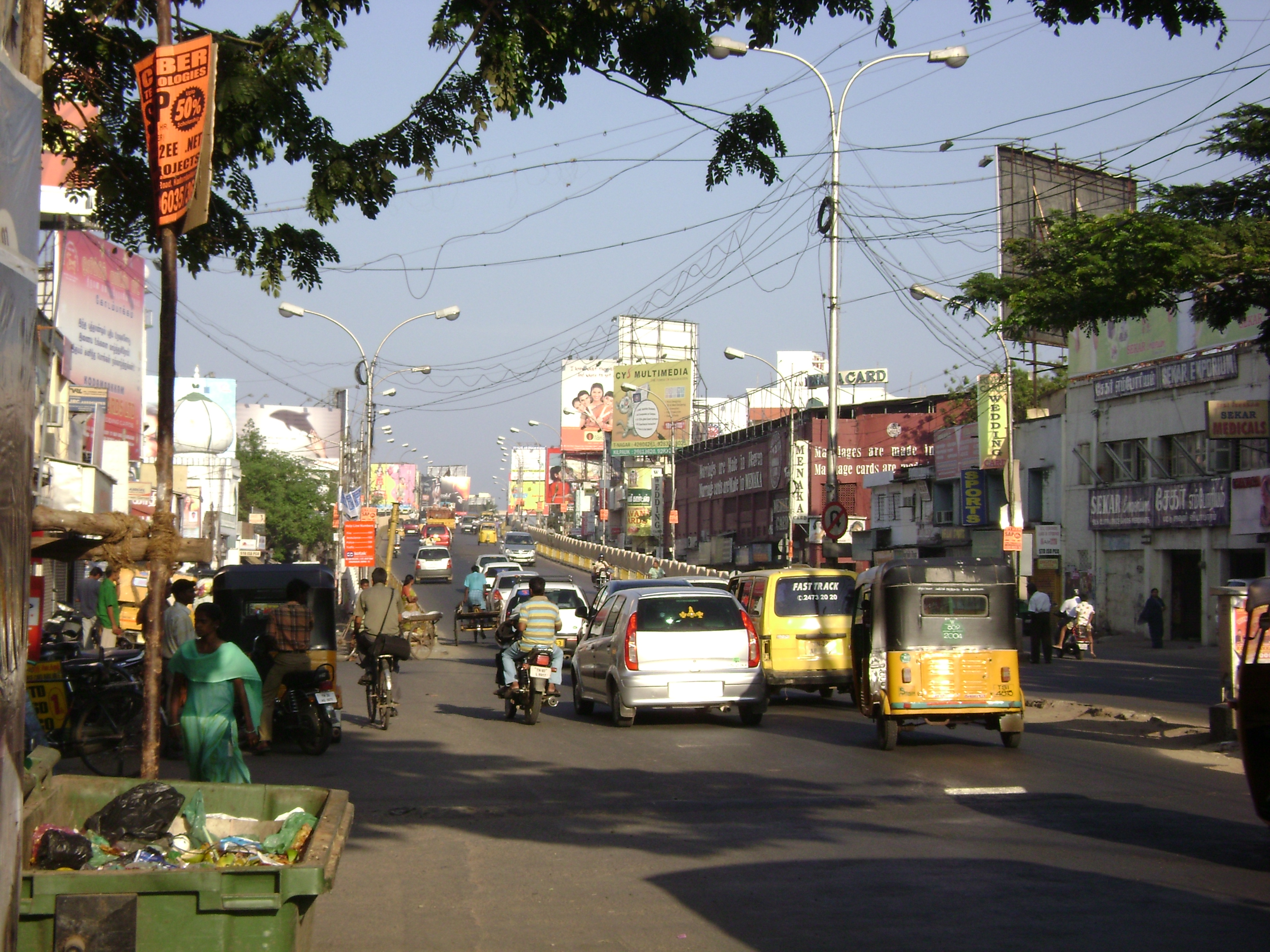
Kodambakkam.

Kodambakkam är en stadsdel i den indiska storstaden Chennai (Madras). Kodambakkam inhyser centrum för den tamilska filmindustrin, Kollywood.